# WeatherTech SportsCar Championship 2018
Navigation
Édition précédente Édition suivante
La saison 2018 du WeatherTech SportsCar Championship est la cinquième édition de cette compétition issue de la fusion des championnats American Le Mans Series et Rolex Sports Car Series. Elle se déroule du 27 janvier au 13 octobre 2018 et comprend douze manches.
Les quatre principales courses du championnat (24 Heures de Daytona, 12 Heures de Sebring, 6 Heures de Watkins Glen et Petit Le Mans) forment la mini série Coupe d'Endurance d'Amérique du Nord (ou CAEN).

## Calendrier
Le calendrier 2018 est dévoilé le 4 août 2017 et comprend douze manches.
- La course fait partie de la Coupe d'Endurance d'Amérique du Nord

| Rnd. | Course                                                | Durée               | Classes   | Circuit                        | Lieu          | État, Pays              | Date            |
| 1    | Rolex 24 at Daytona                                   | 24 heures           | Toutes    | Daytona International Speedway | Daytona Beach | Floride, États-Unis     | 27 & 28 janvier |
| 2    | Mobil 1 12 Hours of Sebring                           | 12 heures           | Toutes    | Sebring International Raceway  | Sebring       | Floride, États-Unis     | 17 mars         |
| 3    | BUBBA Burger Sports Car Grand Prix at Long Beach      | 1 heure 40 minutes  | P & GTLM  | Circuit urbain de Long Beach   | Long Beach    | Californie, États-Unis  | 14 avril        |
| 4    | Sports Car Challenge at Mid-Ohio                      | 2 heures 40 minutes | Toutes    | Mid-Ohio Sports Car Course     | Lexington     | Ohio, États-Unis        | 6 mai           |
| 5    | Chevrolet Sports Car Classic                          | 1 heure 40 minutes  | P & GTD   | Circuit de Belle-Isle          | Détroit       | Michigan, États-Unis    | 2 juin          |
| 6    | Sahlen's Six Hours of The Glen                        | 6 heures            | Toutes    | Watkins Glen International     | Watkins Glen  | New York, États-Unis    | 1 juillet       |
| 7    | Mobil 1 SportsCar Grand Prix                          | 2 heures 40 minutes | Toutes    | Canadian Tire Motorsport Park  | Bowmanville   | Ontario, Canada         | 8 juillet       |
| 8    | Northeast Grand Prix                                  | 2 heures 40 minutes | GTLM, GTD | Lime Rock Park                 | Lakeville     | Connecticut, États-Unis | 21 juillet      |
| 9    | Continental Tire Road Race Showcase                   | 2 heures 40 minutes | Toutes    | Road America                   | Elkhart Lake  | Wisconsin, États-Unis   | 5 août          |
| 10   | Michelin GT Challenge at VIR                          | 2 heures 40 minutes | GTLM, GTD | Virginia International Raceway | Alton         | Virginie, États-Unis    | 19 août         |
| 11   | Continental Tire Monterey Grand Prix powered by Mazda | 2 heures 40 minutes | Toutes    | Circuit de Laguna Seca         | Monterey      | Californie, États-Unis  | 9 septembre     |
| 12   | Motul Petit Le Mans                                   | 10 heures           | Toutes    | Road Atlanta                   | Braselton     | Géorgie, États-Unis     | 13 octobre      |

### Changements au Calendrier
- Le Circuit des Amériques a été retiré du calendrier, remplacé par une manche au Mid-Ohio Sports Car Course[1].
- La classe GTD ne disputera plus la manche de Long Beach pour cause de manque d'espace[1].

## Engagés

### Prototype
La classe Prototype, est composée soit de voitures répondant à la réglementation LMP2 mise en place par l'ACO et la FIA pour le championnat du monde d'endurance FIA, c'est-à-dire un châssis Dallara, Ligier, Oreca ou Riley Technologies équipé d'un moteur V8 atmosphérique Gibson, ou alors de voitures répondant à la réglementation Daytona Prototype International (DPi) ou les constructeurs automobiles pourront utiliser un des châssis homologués par ACO et la FIA en LMP2 mais avec la possibilité de modifier la carrosserie et le moteur. Les zones de la carrosserie se situent au niveau de l'avant, des pontons et des ailes arrière et peuvent être modifiées sur le plan aérodynamique pour « coller » à l’esprit du constructeur. La Balance des Performances entre les DPi et les LMP2 sera étudiée avec des essais en soufflerie. Les commissaires de l'IMSA testeront et vérifieront également les moteurs avec pour objectif une puissance de 600 ch et un niveau comparable de puissance et de couple. Acura (Oreca), Mazda (Riley Technologies), Cadillac (Dallara) et Nissan (Onroak Automotive) ont développé des voitures répondant à cette réglementation. Les pneus Continental sont utilisés par toutes les voitures.
| 2  | Drapeau des États-Unis                      | Tequila Patrón ESM            | Nissan Onroak DPi | Ryan Dalziel           | Olivier Pla            | Scott Sharp           |                 |  |
| 5  | Drapeau des États-Unis                      | Mustang Sampling Racing       | Cadillac DPi-V.R  | Filipe Albuquerque     | João Barbosa           | Christian Fittipaldi  |                 |  |
| 6  | Drapeau des États-Unis                      | Acura Team Penske             | Acura ARX-05      | Dane Cameron           | Juan Pablo Montoya     | Simon Pagenaud        |                 |  |
| 7  | Drapeau des États-Unis                      | Acura Team Penske             | Acura ARX-05      | Hélio Castroneves      | Graham Rahal           | Ricky Taylor          |                 |  |
| 10 | Drapeau des États-Unis                      | Wayne Taylor Racing           | Cadillac DPi-V.R  | Ryan Hunter-Reay       | Jordan Taylor          | Renger van der Zande  |                 |  |
| 20 | Drapeau des États-Unis                      | BAR1 Motorsports              | Riley Mk. 30      | Marc Drumwright        | Eric Lux               | Alex Popow            | Brendan Gaughan |  |
| 22 | Drapeau des États-Unis                      | Tequila Patrón ESM            | Nissan Onroak DPi | Pipo Derani            | Nicolas Lapierre       | Johannes van Overbeek |                 |  |
| 23 | Drapeau des États-Unis                      | United Autosports             | Ligier JS P217    | Fernando Alonso        | Philip Hanson          | Lando Norris          |                 |  |
| 31 | Drapeau des États-Unis                      | Whelen Engineering Racing     | Cadillac DPi-V.R  | Mike Conway            | Eric Curran            | Stuart Middleton      | Felipe Nasr     |  |
| 32 | Drapeau des États-Unis                      | United Autosports             | Ligier JS P217    | Will Owen              | Paul di Resta          | Hugo de Sadeleer      | Bruno Senna     |  |
| 37 | Drapeau de la République populaire de Chine | Jackie Chan DCR JOTA          | Oreca 07          | Robin Frijns           | Daniel Juncadella      | Felix Rosenqvist      | Lance Stroll    |  |
| 38 | Drapeau des États-Unis                      | Performance Tech Motorsports  | Oreca 07          | James French           | Kyle Masson            | Joel Miller v         | Patricio O'Ward |  |
| 52 | Drapeau des États-Unis                      | AFS/PR1 Mathiasen Motorsports | Ligier JS P217    | Nicholas Boulle        | Roberto González       | Sebastián Saavedra    | Gustavo Yacamán |  |
| 54 | Drapeau des États-Unis                      | CORE Autosport                | Oreca 07          | Jon Bennett            | Colin Braun            | Romain Dumas          | Loïc Duval      |  |
| 55 | Drapeau de l'Allemagne                      | Mazda Team Joest              | Mazda RT24-P      | Jonathan Bomarito      | Spencer Pigot          | Harry Tincknell       |                 |  |
| 77 | Drapeau de l'Allemagne                      | Mazda Team Joest              | Mazda RT24-P      | Oliver Jarvis          | Tristan Nunez          | René Rast             |                 |  |
| 78 | Drapeau de la République populaire de Chine | Jackie Chan DCR JOTA          | Oreca 07          | Alex Brundle           | António Félix da Costa | Ferdinand Habsburg    | Ho-Pin Tung     |  |
| 84 | Drapeau des États-Unis                      | D3+Transformers Racing        | Ligier JS P217    | Robbie Kerr            |                        |                       |                 |  |
| 85 | Drapeau des États-Unis                      | JDC Miller Motorsports        | Oreca 07          | Robert Alon            | Austin Cindric         | Devlin DeFrancesco    | Simon Trummer   |  |
| 90 | Drapeau des États-Unis                      | Spirit of Daytona Racing      | Cadillac DPi-V.R  | Eddie Cheever III (en) | Matthew McMurry        | Tristan Vautier       |                 |  |
| 99 | Drapeau des États-Unis                      | JDC Miller Motorsports        | Oreca 07          | Mikhail Goikhberg      | Gustavo Menezes        | Chris Miller          | Stephen Simpson |  |

### GT Le Mans
La classe GT Le Mans, est composée de voitures répondant à la réglementation LM GTE mis en place par l'ACO, la FIA et l'IMSA. Les constructeurs Aston Martin, BMW, Chevrolet, Dodge, Ferrari, Ford, Jaguar, Lamborghini, Lotus, Porsche et Spiker ont des voitures qui répondent au règlement mis en place. La cylindrée du moteur est limitée à 5,5 L pour les moteurs atmosphérique ou 4.0 L pour les turbos/moteurs suralimentés. La Dodge Viper a reçu une dispense pour son moteur 8,0 L. Le poids minimum est de 1 245 kg. Une Balance des Performances (BOP) est mise en place par l'IMSA afin d'harmoniser les performances des voitures. Les concurrents sont libres d'utiliser les pneus de leur choix mais dans les faits, toutes les écuries utilisent des pneus Michelin pour le championnat 2018.
| 3   | Drapeau des États-Unis | Corvette Racing          | Chevrolet Corvette C7.R | Antonio García      | Jan Magnussen         | Mike Rockenfeller |                |  |
| 4   | Drapeau des États-Unis | Corvette Racing          | Chevrolet Corvette C7.R | Marcel Fässler      | Oliver Gavin          | Tommy Milner      |                |  |
| 24  | Drapeau des États-Unis | BMW Team RLL             | BMW M8 GTE              | Nick Catsburg       | John Edwards          | Augusto Farfus    | Jesse Krohn    |  |
| 25  | Drapeau des États-Unis | BMW Team RLL             | BMW M8 GTE              | Bill Auberlen       | Connor De Phillippi   | Philipp Eng       | Alexander Sims |  |
| 62  | Drapeau des États-Unis | Risi Competizione        | Ferrari 488 GTE         | James Calado        | Alessandro Pier Guidi | Davide Rigon      | Toni Vilander  |  |
| 66  | Drapeau des États-Unis | Ford Chip Ganassi Racing | Ford GT                 | Sébastien Bourdais  | Joey Hand             | Dirk Müller       |                |  |
| 67  | Drapeau des États-Unis | Ford Chip Ganassi Racing | Ford GT                 | Ryan Briscoe        | Scott Dixon           | Richard Westbrook |                |  |
| 911 | Drapeau des États-Unis | Porsche GT Team          | Porsche 911 RSR         | Frédéric Makowiecki | Patrick Pilet         | Nick Tandy        |                |  |
| 912 | Drapeau des États-Unis | Porsche GT Team          | Porsche 911 RSR         | Earl Bamber         | Gianmaria Bruni       | Laurens Vanthoor  |                |  |

### GT Daytona
| Équipe                                                                                    | Châssis                             | Moteur                        | No. | Pilotes                  | Manche |
| ----------------------------------------------------------------------------------------- | ----------------------------------- | ----------------------------- | --- | ------------------------ | ------ |
| GRT Grasser Racing Team                                                                   | Lamborghini Huracán GT3             | Lamborghini 5.2 L V10         | 11  | Mirko Bortolotti         | 1      |
| GRT Grasser Racing Team                                                                   | Lamborghini Huracán GT3             | Lamborghini 5.2 L V10         | 11  | Rik Breukers             | 1      |
| GRT Grasser Racing Team                                                                   | Lamborghini Huracán GT3             | Lamborghini 5.2 L V10         | 11  | Rolf Ineichen            | 1      |
| GRT Grasser Racing Team                                                                   | Lamborghini Huracán GT3             | Lamborghini 5.2 L V10         | 11  | Franck Perera.           | 1      |
| GRT Grasser Racing Team                                                                   | Lamborghini Huracán GT3             | Lamborghini 5.2 L V10         | 19  | Christian Engelhart (en) | 1      |
| GRT Grasser Racing Team                                                                   | Lamborghini Huracán GT3             | Lamborghini 5.2 L V10         | 19  | Christoph Lenz           | 1      |
| GRT Grasser Racing Team                                                                   | Lamborghini Huracán GT3             | Lamborghini 5.2 L V10         | 19  | Louis Machiels           | 1      |
| GRT Grasser Racing Team                                                                   | Lamborghini Huracán GT3             | Lamborghini 5.2 L V10         | 19  | Ezequiel Pérez Companc   | 1      |
| GRT Grasser Racing Team                                                                   | Lamborghini Huracán GT3             | Lamborghini 5.2 L V10         | 19  | Max van Splunteren       | 1      |
| 3GT Racing                                                                                | Lexus RC F GT3                      | Lexus 5.0 L V8                | 14  | Dominik Baumann          | 1      |
| 3GT Racing                                                                                | Lexus RC F GT3                      | Lexus 5.0 L V8                | 14  | Philipp Frommenwiler     | 1      |
| 3GT Racing                                                                                | Lexus RC F GT3                      | Lexus 5.0 L V8                | 14  | Bruno Junqueira          | 1      |
| 3GT Racing                                                                                | Lexus RC F GT3                      | Lexus 5.0 L V8                | 14  | Kyle Marcelli            | 1      |
| 3GT Racing                                                                                | Lexus RC F GT3                      | Lexus 5.0 L V8                | 15  | Dominik Farnbacher       | 1      |
| 3GT Racing                                                                                | Lexus RC F GT3                      | Lexus 5.0 L V8                | 15  | Jack Hawksworth          | 1      |
| 3GT Racing                                                                                | Lexus RC F GT3                      | Lexus 5.0 L V8                | 15  | David Heinemeier Hansson | 1      |
| 3GT Racing                                                                                | Lexus RC F GT3                      | Lexus 5.0 L V8                | 15  | Scott Pruett             | 1      |
| Montaplast avec Land Motorsport                                                           | Audi R8 LMS                         | Audi 5.2 L V10                | 29  | Kelvin van der Linde     | 1      |
| Montaplast avec Land Motorsport                                                           | Audi R8 LMS                         | Audi 5.2 L V10                | 29  | Sheldon van der Linde    | 1      |
| Montaplast avec Land Motorsport                                                           | Audi R8 LMS                         | Audi 5.2 L V10                | 29  | Christopher Mies         | 1      |
| Montaplast avec Land Motorsport                                                           | Audi R8 LMS                         | Audi 5.2 L V10                | 29  | Jeffrey Schmidt          | 1      |
| \| \| Mercedes-AMG Team Riley Motorsports[59][N 2] \| \| SunEnergy1 Racing[59][N 2] \| \| | Mercedes-AMG GT3                    | Mercedes-AMG M159 6.2 L V8    | 33  | Jeroen Bleekemolen       | 1      |
| \| \| Mercedes-AMG Team Riley Motorsports[59][N 2] \| \| SunEnergy1 Racing[59][N 2] \| \| | Mercedes-AMG GT3                    | Mercedes-AMG M159 6.2 L V8    | 33  | Adam Christodoulou       | 1      |
| \| \| Mercedes-AMG Team Riley Motorsports[59][N 2] \| \| SunEnergy1 Racing[59][N 2] \| \| | Mercedes-AMG GT3                    | Mercedes-AMG M159 6.2 L V8    | 33  | Ben Keating              | 1      |
| \| \| Mercedes-AMG Team Riley Motorsports[59][N 2] \| \| SunEnergy1 Racing[59][N 2] \| \| | Mercedes-AMG GT3                    | Mercedes-AMG M159 6.2 L V8    | 33  | Luca Stolz               | 1      |
| \| \| Mercedes-AMG Team Riley Motorsports[59][N 2] \| \| SunEnergy1 Racing[59][N 2] \| \| | Mercedes-AMG GT3                    | Mercedes-AMG M159 6.2 L V8    | 75  | Maro Engel               | 1      |
| \| \| Mercedes-AMG Team Riley Motorsports[59][N 2] \| \| SunEnergy1 Racing[59][N 2] \| \| | Mercedes-AMG GT3                    | Mercedes-AMG M159 6.2 L V8    | 75  | Mikaël Grenier           | 1      |
| \| \| Mercedes-AMG Team Riley Motorsports[59][N 2] \| \| SunEnergy1 Racing[59][N 2] \| \| | Mercedes-AMG GT3                    | Mercedes-AMG M159 6.2 L V8    | 75  | Kenny Habul              | 1      |
| \| \| Mercedes-AMG Team Riley Motorsports[59][N 2] \| \| SunEnergy1 Racing[59][N 2] \| \| | Mercedes-AMG GT3                    | Mercedes-AMG M159 6.2 L V8    | 75  | Thomas Jäger             | 1      |
| Magnus Racing                                                                             | Audi R8 LMS                         | Audi 5.2 L V10                | 44  | Andrew Davis             | 1      |
| Magnus Racing                                                                             | Audi R8 LMS                         | Audi 5.2 L V10                | 44  | Andy Lally               | 1      |
| Magnus Racing                                                                             | Audi R8 LMS                         | Audi 5.2 L V10                | 44  | John Potter              | 1      |
| Magnus Racing                                                                             | Audi R8 LMS                         | Audi 5.2 L V10                | 44  | Markus Winkelhock        | 1      |
| Paul Miller Racing                                                                        | Lamborghini Huracán GT3             | Lamborghini 5.2 L V10         | 48  | Andrea Caldarelli        | 1      |
| Paul Miller Racing                                                                        | Lamborghini Huracán GT3             | Lamborghini 5.2 L V10         | 48  | Bryce Miller             | 1      |
| Paul Miller Racing                                                                        | Lamborghini Huracán GT3             | Lamborghini 5.2 L V10         | 48  | Bryan Sellers            | 1      |
| Paul Miller Racing                                                                        | Lamborghini Huracán GT3             | Lamborghini 5.2 L V10         | 48  | Madison Snow             | 1      |
| Paul Miller Racing                                                                        | Lamborghini Huracán GT3             | Lamborghini 5.2 L V10         | 48  | Corey Lewis              | TBA    |
| Spirit of Race                                                                            | Ferrari 488 GT3                     | Ferrari F154CB 3.9 L Turbo V8 | 51  | Paul Dalla Lana          | 1      |
| Spirit of Race                                                                            | Ferrari 488 GT3                     | Ferrari F154CB 3.9 L Turbo V8 | 51  | Pedro Lamy               | 1      |
| Spirit of Race                                                                            | Ferrari 488 GT3                     | Ferrari F154CB 3.9 L Turbo V8 | 51  | Mathias Lauda            | 1      |
| Spirit of Race                                                                            | Ferrari 488 GT3                     | Ferrari F154CB 3.9 L Turbo V8 | 51  | Daniel Serra             | 1      |
| Wright Motorsports                                                                        | Porsche 911 GT3 R                   | Porsche 4.0 L Flat-6          | 58  | Mathieu Jaminet          | 1      |
| Wright Motorsports                                                                        | Porsche 911 GT3 R                   | Porsche 4.0 L Flat-6          | 58  | Patrick Long             | 1      |
| Wright Motorsports                                                                        | Porsche 911 GT3 R                   | Porsche 4.0 L Flat-6          | 58  | Christina Nielsen        | 1      |
| Wright Motorsports                                                                        | Porsche 911 GT3 R                   | Porsche 4.0 L Flat-6          | 58  | Robert Renauer           | 1      |
| Manthey Racing                                                                            | Porsche 911 GT3 R                   | Porsche 4.0 L Flat-6          | 59  | Matteo Cairoli           | 1      |
| Manthey Racing                                                                            | Porsche 911 GT3 R                   | Porsche 4.0 L Flat-6          | 59  | Sven Müller              | 1      |
| Manthey Racing                                                                            | Porsche 911 GT3 R                   | Porsche 4.0 L Flat-6          | 59  | Harald Proczyk (en)      | 1      |
| Manthey Racing                                                                            | Porsche 911 GT3 R                   | Porsche 4.0 L Flat-6          | 59  | Steve Smith              | 1      |
| Manthey Racing                                                                            | Porsche 911 GT3 R                   | Porsche 4.0 L Flat-6          | 59  | Randy Walls              | 1      |
| Scuderia Corsa,                                                                           | Ferrari 488 GT3                     | Ferrari F154CB 3.9 L Turbo V8 | 63  | Alessandro Balzan        | 1      |
| Scuderia Corsa,                                                                           | Ferrari 488 GT3                     | Ferrari F154CB 3.9 L Turbo V8 | 63  | Gunnar Jeannette         | 1      |
| Scuderia Corsa,                                                                           | Ferrari 488 GT3                     | Ferrari F154CB 3.9 L Turbo V8 | 63  | Cooper MacNeil           | 1      |
| Scuderia Corsa,                                                                           | Ferrari 488 GT3                     | Ferrari F154CB 3.9 L Turbo V8 | 63  | Jeff Segal               | 1      |
| Scuderia Corsa,                                                                           | Ferrari 488 GT3                     | Ferrari F154CB 3.9 L Turbo V8 | 64  | Townsend Bell            | 1      |
| Scuderia Corsa,                                                                           | Ferrari 488 GT3                     | Ferrari F154CB 3.9 L Turbo V8 | 64  | Sam Bird                 | 1      |
| Scuderia Corsa,                                                                           | Ferrari 488 GT3                     | Ferrari F154CB 3.9 L Turbo V8 | 64  | Frankie Montecalvo       | 1      |
| Scuderia Corsa,                                                                           | Ferrari 488 GT3                     | Ferrari F154CB 3.9 L Turbo V8 | 64  | Bill Sweedler            | 1      |
| HART                                                                                      | Acura NSX GT3                       | Acura 3.5 L Turbo V6          | 69  | Ryan Eversley (en)       | 1      |
| HART                                                                                      | Acura NSX GT3                       | Acura 3.5 L Turbo V6          | 69  | John Falb                | 1      |
| HART                                                                                      | Acura NSX GT3                       | Acura 3.5 L Turbo V6          | 69  | Chad Gilsinger           | 1      |
| HART                                                                                      | Acura NSX GT3                       | Acura 3.5 L Turbo V6          | 69  | Sean Rayhall             | 1      |
| P1 Motorsports                                                                            | Mercedes-AMG GT3                    | Mercedes-AMG M159 6.2 L V8    | 71  | Robby Foley              | 1      |
| P1 Motorsports                                                                            | Mercedes-AMG GT3                    | Mercedes-AMG M159 6.2 L V8    | 71  | Kenton Koch              | 1      |
| P1 Motorsports                                                                            | Mercedes-AMG GT3                    | Mercedes-AMG M159 6.2 L V8    | 71  | JC Perez                 | 1      |
| P1 Motorsports                                                                            | Mercedes-AMG GT3                    | Mercedes-AMG M159 6.2 L V8    | 71  | Loris Spinelli           | 1      |
| Park Place Motorsports                                                                    | Porsche 911 GT3 R                   | Porsche 4.0 L Flat-6          | 73  | Jörg Bergmeister         | 1      |
| Park Place Motorsports                                                                    | Porsche 911 GT3 R                   | Porsche 4.0 L Flat-6          | 73  | Patrick Lindsey          | 1      |
| Park Place Motorsports                                                                    | Porsche 911 GT3 R                   | Porsche 4.0 L Flat-6          | 73  | Tim Pappas               | 1      |
| Park Place Motorsports                                                                    | Porsche 911 GT3 R                   | Porsche 4.0 L Flat-6          | 73  | Norbert Siedler          | 1      |
| Risi Competizione                                                                         | Ferrari 488 GT3                     | Ferrari F154CB 3.9 L Turbo V8 | 82  | Santiago Creel           | 1      |
| Risi Competizione                                                                         | Ferrari 488 GT3                     | Ferrari F154CB 3.9 L Turbo V8 | 82  | Martin Fuentes           | 1      |
| Risi Competizione                                                                         | Ferrari 488 GT3                     | Ferrari F154CB 3.9 L Turbo V8 | 82  | Matt Griffin             | 1      |
| Risi Competizione                                                                         | Ferrari 488 GT3                     | Ferrari F154CB 3.9 L Turbo V8 | 82  | Miguel Molina            | 1      |
| Risi Competizione                                                                         | Ferrari 488 GT3                     | Ferrari F154CB 3.9 L Turbo V8 | 82  | Ricardo Pérez de Lara    | 1      |
| Michael Shank Racing with Curb-Agajanian                                                  | Acura NSX GT3                       | Acura 3.5 L Turbo V6          | 86  | A. J. Allmendinger       | 1      |
| Michael Shank Racing with Curb-Agajanian                                                  | Acura NSX GT3                       | Acura 3.5 L Turbo V6          | 86  | Trent Hindman            | 1      |
| Michael Shank Racing with Curb-Agajanian                                                  | Acura NSX GT3                       | Acura 3.5 L Turbo V6          | 86  | Katherine Legge          | 1      |
| Michael Shank Racing with Curb-Agajanian                                                  | Acura NSX GT3                       | Acura 3.5 L Turbo V6          | 86  | Álvaro Parente           | 1      |
| Michael Shank Racing with Curb-Agajanian                                                  | Acura NSX GT3                       | Acura 3.5 L Turbo V6          | 93  | Lawson Aschenbach        | 1      |
| Michael Shank Racing with Curb-Agajanian                                                  | Acura NSX GT3                       | Acura 3.5 L Turbo V6          | 93  | Mario Farnbacher         | 1      |
| Michael Shank Racing with Curb-Agajanian                                                  | Acura NSX GT3                       | Acura 3.5 L Turbo V6          | 93  | Côme Ledogar             | 1      |
| Michael Shank Racing with Curb-Agajanian                                                  | Acura NSX GT3                       | Acura 3.5 L Turbo V6          | 93  | Justin Marks             | 1      |
| Turner Motorsport                                                                         | BMW M6 GT3                          | BMW 4.4 L Turbo V8            | 96  | Jens Klingmann           | 1      |
| Turner Motorsport                                                                         | BMW M6 GT3                          | BMW 4.4 L Turbo V8            | 96  | Mark Kvamme              | 1      |
| Turner Motorsport                                                                         | BMW M6 GT3                          | BMW 4.4 L Turbo V8            | 96  | Martin Tomczyk           | 1      |
| Turner Motorsport                                                                         | BMW M6 GT3                          | BMW 4.4 L Turbo V8            | 96  | Don Yount                | 1      |
| Turner Motorsport                                                                         | BMW M6 GT3                          | BMW 4.4 L Turbo V8            | 96  | TBA                      | 1      |
| Drapeau des États-Unis                                                                    | Mercedes-AMG Team Riley Motorsports |                               |     |                          |        |
| Drapeau des États-Unis                                                                    | SunEnergy1 Racing                   |                               |     |                          |        |

## Résumé

### 24 Heures de Daytona
Les 24 Heures de Daytona sont remportées par la Cadillac DPi-V.R de l'équipe Mustang Sampling Racing et pilotée par Filipe Albuquerque, João Barbosa et Christian Fittipaldi.

### 12 Heures de Sebring
Les 12 Heures de Sebring sont remportées par la Nissan Onroak DPi de l'équipe Tequila Patrón ESM et pilotée par Pipo Derani, Nicolas Lapierre et Johannes van Overbeek.

### Grand Prix automobile de Long Beach
Le Grand Prix automobile de Long Beach est remporté par la Cadillac DPi-V.R de l'équipe Mustang Sampling Racing et pilotée par Filipe Albuquerque et João Barbosa.

### Sports Car Challenge à Mid-Ohio
Le Sports Car Challenge à Mid-Ohio est remporté par l'Acura ARX-05 de l'écurie Acura Team Penske et pilotée par Hélio Castroneves et Ricky Taylor.

### Sports Car Classic
Le Sports Car Challenge à Mid-Ohio est remporté par la Cadillac DPi-V.R de l'écurie Whelen Engineering Racing et pilotée par Eric Curran et Felipe Nasr.

### 6 Heures de Watkins Glen
Les 6 Heures de Watkins Glen ont été remportés par l'Oreca 07 de l'écurie JDC Miller Motorsports et pilotée par Mikhail Goikhberg, Stephen Simpson et Chris Miller.

### Grand Prix de Mosport
Le Grand Prix de Mosport a été remporté par l'Oreca 07 de l'écurie CORE Autosport et pilotée par Jon Bennett et Colin Braun.

### Grand Prix automobile de Nouvelle-Angleterre
Le Grand Prix automobile de Nouvelle-Angleterre a été remporté par la Ford GT de l'écurie Ford Chip Ganassi Racing et pilotée par Joey Hand et Dirk Müller.

### Road Race Showcase
Le Road Race Showcase a été remporté par l'Oreca 07 de l'écurie CORE Autosport et pilotée par Jon Bennett et Colin Braun.

### GT Challenge at VIR
Le GT Challenge at VIR a été remporté par la BMW M8 GTE de l'écurie BMW Team RLL et pilotée par Connor De Phillippi et Alexander Sims.

### Grand Prix de Monterey
Le Grand Prix de Monterey a été remporté par la Nissan Onroak DPi de l'équipe Tequila Patrón ESM et pilotée par Pipo Derani et Johannes van Overbeek.

### Petit Le Mans
Le Petit Le Mans a été remporté par la Cadillac DPi-V.R de l'équipe Konica Minolta Cadillac DPi-V.R et pilotée par Jordan Taylor, Renger van der Zande et Ryan Hunter-Reay.

## Résultats
Les vainqueurs du classement général de chaque manche sont inscrits en caractères gras.
| N° | Course       | Prototype (P)                                        | GT Le Mans (GTLM)                            | GT Daytona (GTD)                                          | Résultats |
| N° | Course       | Équipe victorieuse                                   | Équipe victorieuse                           | Équipe victorieuse                                        | Résultats |
| N° | Course       | Pilotes victorieux                                   | Pilotes victorieux                           | Pilotes victorieux                                        | Résultats |
| -- | ------------ | ---------------------------------------------------- | -------------------------------------------- | --------------------------------------------------------- | --------- |
| 1  | Daytona      | No. 5 Mustang Sampling Racing                        | No. 67 Ford Chip Ganassi Racing              | No. 11 GRT Grasser Racing Team                            | Résultats |
| 1  | Daytona      | Filipe Albuquerque João Barbosa Christian Fittipaldi | Ryan Briscoe Scott Dixon Richard Westbrook   | Mirko Bortolotti Rik Breukers Rolf Ineichen Franck Perera | Résultats |
| 2  | Sebring      | No. 22 Tequila Patrón ESM                            | No. 911 Porsche GT Team                      | No. 48 Paul Miller Racing                                 | Résultats |
| 2  | Sebring      | Pipo Derani Nicolas Lapierre Johannes van Overbeek   | Frédéric Makowiecki Patrick Pilet Nick Tandy | Corey Lewis Bryan Sellers Madison Snow                    | Résultats |
| 3  | Long Beach   | No. 5 Mustang Sampling Racing                        | No. 4 Corvette Racing                        | N'y participent pas                                       | Résultats |
| 3  | Long Beach   | Filipe Albuquerque João Barbosa                      | Oliver Gavin Tommy Milner                    | N'y participent pas                                       | Résultats |
| 4  | Lexington    | No. 7 Acura Team Penske                              | No. 912 Porsche GT Team                      | No. 14 3GT Racing                                         | Résultats |
| 4  | Lexington    | Hélio Castroneves Ricky Taylor                       | Earl Bamber Laurens Vanthoor                 | Dominik Baumann Kyle Marcelli                             | Résultats |
| 5  | Belle Isle   | No. 31 Whelen Engineering Racing                     | N'y participent pas                          | No. 86 Meyer Shank Racing avec Curb Agajanian             | Résultats |
| 5  | Belle Isle   | Eric Curran Felipe Nasr                              | N'y participent pas                          | Katherine Legge Mario Farnbacher                          | Résultats |
| 6  | Watkins Glen | No. 99 JDC Miller Motorsports                        | No. 66 Ford Chip Ganassi Racing              | No. 96 Turner Motorsport                                  | Résultats |
| 6  | Watkins Glen | Mikhail Goikhberg Chris Miller Stephen Simpson       | Joey Hand Dirk Müller                        | Dillon Machavern Markus Palttala Don Yount                | Résultats |
| 7  | Mosport      | No. 54 CORE Autosport                                | No. 67 Ford Chip Ganassi Racing              | No. 33 Mercedes-AMG Team Riley Motorsports                | Résultats |
| 7  | Mosport      | Jon Bennett Colin Braun                              | Ryan Briscoe Richard Westbrook               | Jeroen Bleekemolen Ben Keating                            | Résultats |
| 8  | Lime Rock    | N'y participent pas                                  | No. 66 Ford Chip Ganassi Racing              | No. 48 Paul Miller Racing                                 | Résultats |
| 8  | Lime Rock    | N'y participent pas                                  | Joey Hand Dirk Müller                        | Bryan Sellers Madison Snow                                | Résultats |
| 9  | Road America | No. 54 CORE Autosport                                | No. 67 Ford Chip Ganassi Racing              | No. 58 Wright Motorsports                                 | Résultats |
| 9  | Road America | Jon Bennett Colin Braun                              | Ryan Briscoe Richard Westbrook               | Patrick Long Christina Nielsen                            | Résultats |
| 10 | Virginia     | N'y participent pas                                  | No. 25 BMW Team RLL                          | No. 14 3GT Racing                                         | Résultats |
| 10 | Virginia     | N'y participent pas                                  | Connor De Phillippi Alexander Sims           | Dominik Baumann Kyle Marcelli                             | Résultats |
| 11 | Laguna Seca  | No. 22 Tequila Patrón ESM                            | No. 25 BMW Team RLL                          | No. 86 Meyer Shank Racing avec Curb Agajanian             | Résultats |
| 11 | Laguna Seca  | Pipo Derani Johannes van Overbeek                    | Connor De Phillippi Alexander Sims           | Katherine Legge Álvaro Parente                            | Résultats |
| 12 | Road Atlanta | No. 10 Konica Minolta Cadillac DPi-V.R               | No. 911 Porsche GT Team                      | No. 63 Scuderia Corsa                                     | Résultats |
| 12 | Road Atlanta | Jordan Taylor Renger van der Zande Ryan Hunter-Reay  | Patrick Pilet Nick Tandy Frédéric Makowiecki | Cooper MacNeil Gunnar Jeannette Daniel Serra              | Résultats |

## Classement

### Attribution des points
Les points du championnat sont attribués dans chaque classe à l'arrivée de chaque épreuve. Les points sont alloués en fonction des positions d'arrivée indiquées dans le tableau ci-dessous.
| Position | 1  | 2  | 3  | 4  | 5  | 6  | 7  | 8  | 9  | 10 | 11 | 12 | 13 | 14 | 15 | 16 | 17 | 18 | 19 | 20 | 21 | 22 | 23 | 24 | 25 | 26 | 27 | 28 | 29 | 30 | MT |
| -------- | -- | -- | -- | -- | -- | -- | -- | -- | -- | -- | -- | -- | -- | -- | -- | -- | -- | -- | -- | -- | -- | -- | -- | -- | -- | -- | -- | -- | -- | -- | -- |
| Course   | 35 | 32 | 30 | 28 | 26 | 25 | 24 | 23 | 22 | 21 | 20 | 19 | 18 | 17 | 16 | 15 | 14 | 13 | 12 | 11 | 10 | 9  | 8  | 7  | 6  | 5  | 4  | 3  | 2  | 1  | 1  |

Points des pilotes
Des points sont attribués dans chaque classe à la fin de chaque épreuve. Le point pour le tour le plus rapide est seulement attribué dans le championnat des pilotes.
Points des équipes
Les points des équipes sont calculés exactement de la même manière que les points des pilotes en utilisant le tableau de répartition des points. Chaque voiture inscrite est considérée comme sa propre "équipe", qu'il s'agisse d'une seule entrée ou d'une partie d'une équipe engageant deux voitures.
Points des constructeurs
Il existe également un championnat de constructeurs qui utilisent le même tableau de répartition des points pour toute la saison. Les championnats constructeurs reconnus par l'IMSA sont les suivants:
 'Prototype (P):'  Constructeur de châssis
 'GT Le Mans (GTLM):'  Constructeur automobile
 'GT Daytona (GTD):'  Constructeur automobile
Chaque constructeur reçoit des points d'arrivée pour sa voiture la mieux classée dans chaque catégorie. Les positions des voitures suivantes provenant du même constructeur ne sont pas prises en compte, et tous les autres constructeurs montent dans le classement.
Exemple : Le constructeur A termine 1er et 2e lors d'un événement, et le constructeur B termine troisième. Le constructeur A reçoit 35 points de première place tandis que le constructeur B obtient 32 points de deuxième place.
Coupe d'Endurance d'Amérique du Nord
Le système de points de la Coupe d'Endurance d'Amérique du Nord est différent du système de points normal. Les points sont attribués selon un barème 5-4-3-2 que ce soit pour les pilotes, les équipes et les constructeurs, comme le résume le tableau ci-dessous.

### Championnats pilotes
- Course faisant partie de la Coupe d’Endurance d’Amérique du Nord

### Championnats écuries

#### Prototype
| Pos. | Ecurie                                | DAY | SEB | LBH | MOH | BEL | WGL | MOS | ELK | LGA | ATL | Points | CEAN |
| 1    | no 31 Whelen Engineering Racing       | 2   | 3   | 7   | 8   | 1   | 7   | 3   | 3   | 5   | 8   | 277    | 40   |
| 2    | no 54 CORE Autosport                  | 3   | 4   | 10  | 13  | 12  | 2   | 1   | 1   | 2   | 7   | 274    | 28   |
| 3    | no 10 Konica Minolta Cadillac DPi-V.R | 15  | 2   | 3   | 5   | 5   | 5   | 2   | 4   | 12  | 1   | 270    | 32   |
| 4    | no 99 JDC Miller Motorsports          | 7   | 7   | 8   | 7   | 11  | 1   | 7   | 2   | 6   | 10  | 252    | 27   |
| 5    | no 6 Acura Team Penske                | 10  | 14  | 5   | 2   | 3   | 3   | 10  | 5   | 3   | 13  | 251    | 30   |
| 6    | no 5 Mustang Sampling Racing          | 1   | 10  | 1   | 4   | 6   | 6   | 4   | 7   | DNS | 4   | 249    | 31   |
| 7    | no 7 Acura Team Penske                | 9   | 15  | 6   | 1   | 2   | 12  | 5   | 9   | 10  | 5   | 243    | 32   |
| 8    | no 77 Mazda Team Joest                | 17  | 8   | 4   | 3   | 9   | 13  | 6   | 11  | 9   | 2   | 234    | 28   |
| 9    | no 22 Tequila Patrón ESM              | 18  | 1   | 12  | 9   | 7   | 16  | 12  | 6   | 1   | 6   | 232    | 31   |
| 10   | no 55 Mazda Team Joest                | 16  | 6   | 9   | 14  | 14  | 10  | 11  | 8   | 4   | 3   | 218    | 28   |
| 11   | no 85 JDC Miller Motorsports          | 6   | 9   | 13  | 12  | 10  | 8   | 8   | 12  | 7   | 9   | 216    | 24   |
| 12   | no 52 AFS/PR1 Mathiasen Motorsports   | 12  | 11  | 11  | 6   | 8   | 9   | 9   | 13  | 8   | 12  | 211    | 24   |
| 13   | no 2 Tequila Patrón ESM               | 19  | 16  | 2   | 10  | 4   | 15  |     | 9   | 11  | 11  | 186    | 24   |
| 14   | no 38 Performance Tech Motorsports    | 8   | 13  | 14  | 11  |     | 14  | DNS |     |     | 14  | 112    | 24   |
| 15   | no 32 United Autosports               | 4   | 5   |     |     |     | 4   |     |     |     |     | 82     | 23   |
| 16   | no 90 Spirit of Daytona Racing        | 20  | 12  |     |     | 13  | 11  |     |     |     |     | 68     | 18   |
| 17   | no 78 Jackie Chan DCR JOTA            | 5   |     |     |     |     |     |     |     |     |     | 26     | 8    |
| 18   | no 37 Jackie Chan DCR JOTA            | 11  |     |     |     |     |     |     |     |     |     | 20     | 8    |
| 19   | no 23 United Autosports               | 13  |     |     |     |     |     |     |     |     |     | 18     | 8    |
| 20   | no 20 BAR1 Motorsports                | 14  |     |     |     |     |     |     |     |     |     | 17     | 8    |
| Pos. | Ecurie                                | DAY | SEB | LBH | MOH | BEL | WGL | MOS | ELK | LGA | ATL | Points | CEAN |

#### GT Le Mans
| Pos. | Ecurie                         | DAY | SEB | LBH | MOH | WGL | MOS | LIM | ELK | VIR | LGA | ATL | Points | CEAN |
| 1    | no 3 Corvette Racing           | 3   | 8   | 4   | 3   | 2   | 2   | 2   | 3   | 2   | 3   | 8   | 322    | 30   |
| 2    | no 67 Ford Chip Ganassi Racing | 1   | 4   | 2   | 5   | 6   | 1   | 6   | 1   | 7   | 6   | 5   | 316    | 38   |
| 3    | no 4 Corvette Racing           | 4   | 6   | 1   | 8   | 5   | 3   | 4   | 2   | 6   | 5   | 2   | 310    | 29   |
| 4    | no 66 Ford Chip Ganassi Racing | 2   | 9   | 3   | 4   | 1   | 5   | 1   | 7   | 4   | 7   | 7   | 308    | 42   |
| 5    | no 912 Porsche GT Team         | 6   | 3   | 7   | 1   | 4   | 6   | 3   | 4   | 5   | 2   | 6   | 308    | 27   |
| 6    | no 25 BMW Team RLL             | 9   | 2   | 8   | 2   | 7   | 7   | 7   | 6   | 1   | 1   | 4   | 304    | 26   |
| 7    | no 911 Porsche GT Team         | 8   | 1   | 6   | 6   | 3   | 4   | 5   | 5   | 8   | 8   | 1   | 299    | 41   |
| 8    | no 24 BMW Team RLL             | 7   | 7   | 5   | 7   | 8   | 8   | 8   | 8   | 3   | 4   | 3   | 278    | 26   |
| 9    | no 62 Risi Competizione        | 5   | 5   |     |     |     |     |     |     |     |     | 9   | 74     | 19   |
| Pos. | Ecurie                         | DAY | SEB | LBH | MOH | WGL | MOS | LIM | ELK | VIR | LGA | ATL | Points | CEAN |

#### GT Daytona
| Pos. | Ecurie                                       | DAY | SEB | MOH | BEL | WGL | MOS | LIM | ELK | VIR | LGA | ATL | Points | CEAN |
| 1    | no 48 Paul Miller Racing                     | 3   | 1   | 3   | 3   | 3   | 4   | 1   | 2   | 6   | 4   | 3   | 333    | 36   |
| 2    | no 86 Meyer Shank Racing avec Curb Agajanian | 2   | 8   | 2   | 1   | 2   | 5   | 4   | 7   | 3   | 1   | 2   | 329    | 37   |
| 3    | no 33 Mercedes-AMG Team Riley Motorsports    | 4   | 3   | 9   | 4   | 5   | 1   | 6   | 5   | 5   | 3   | 8   | 299    | 40   |
| 4    | no 63 Scuderia Corsa                         | 10  | 2   | 8   | 5   | 7   | 8   | 3   | 3   | 4   | 8   | 1   | 295    | 30   |
| 5    | no 14 3GT Racing                             | 15  | 14  | 1   | 6   | 15  | 2   | 7   | 6   | 1   | 10  | 11  | 266    | 26   |
| 6    | no 58 Wright Motorsports                     | 19  | 6   | 7   | 11  | 9   | 9   | 8   | 1   | 2   | 11  | 4   | 263    | 27   |
| 7    | no 44 Magnus Racing                          | 6   | 13  | 10  | 10  | 12  | 3   | 2   | 9   | 7   | 5   | 9   | 259    | 24   |
| 8    | no 96 Turner Motorsport                      | 14  | 11  | 6   | 7   | 1   | 11  | 10  | 4   | 9   | 12  | 14  | 248    | 27   |
| 9    | no 93 Meyer Shank Racing avec Curb Agajanian | 11  | 7   | 5   | 2   | 16  | 6   | 9   | 8   | 8   | 13  | 12  | 247    | 27   |
| 10   | no 15 3GT Racing                             | 9   | 5   | 4   | 12  | 4   | 7   | 5   | DNS | 10  | 7   | 10  | 239    | 25   |
| 11   | no 73 Park Place Motorsports                 | 18  | 9   |     |     | 6   |     |     | 11  |     | 2   | 13  | 130    | 24   |
| 12   | no 64 Scuderia Corsa                         | 5   | 17  |     |     | 10  |     |     |     |     | 9   | 5   | 109    | 24   |
| 13   | no 75 SunEnergy1 Racing                      | 8   | 10  | 12  | 8   | 8   |     |     |     |     |     |     | 109    | 18   |
| 14   | no 29 Montaplast by Land Motorsport          | 7   | 4   |     |     | 13  |     |     |     |     |     | 6   | 95     | 32   |
| 15   | no 51 Squadra Corse Garage Italia            | 21  | 12  |     |     | 14  |     |     | 10  |     | 6   |     | 92     | 18   |
| 16   | no 71 P1 Motorsports                         | 12  | 181 |     |     | 18  |     |     |     |     |     | 7   | 69     | 24   |
| 17   | no 16 Wright Motorsports                     |     |     | 11  | 9   |     | 10  | DNS |     |     |     |     | 63     | –    |
| 18   | no 69 HART                                   | 16  | 15  |     |     | 17  |     |     |     |     |     |     | 45     | 18   |
| 19   | no 11 GRT Grasser Racing Team                | 1   |     |     |     |     |     |     |     |     |     |     | 35     | 13   |
| 20   | no 36 CJ Wilson Racing                       |     | 16  |     |     | 11  |     |     |     |     |     |     | 35     | 10   |
| 21   | no 19 GRT Grasser Racing Team                | 13  |     |     |     |     |     |     |     |     |     |     | 18     | 8    |
| 22   | no 82 Risi Competizione                      | 17  |     |     |     |     |     |     |     |     |     |     | 14     | 8    |
| 23   | no 59 Manthey Racing                         | 20  |     |     |     |     |     |     |     |     |     |     | 11     | 8    |
| Pos. | Ecurie                                       | DAY | SEB | MOH | BEL | WGL | MOS | LIM | ELK | VIR | LGA | ATL | Points | CEAN |

### Championnats constructeurs

#### Prototype
| Pos.                                              | Constructeur | DAY | SEB | LBH | MOH | BEL | WGL | MOS | ELK | LGA | ATL | Points | CEAN |
| 1                                                 | Cadillac     | 1   | 2   | 1   | 4   | 1   | 5   | 2   | 3   | 5   | 1   | 332    | 53   |
| 2                                                 | Acura        | 9   | 14  | 5   | 1   | 2   | 3   | 5   | 5   | 3   | 5   | 316    | 45   |
| 3                                                 | Nissan       | 18  | 1   | 2   | 9   | 4   | 15  | 12  | 6   | 1   | 6   | 302    | 34   |
| 4                                                 | Mazda        | 16  | 6   | 4   | 3   | 9   | 10  | 6   | 8   | 4   | 2   | 300    | 36   |
| Constructeur inéligible aux points du championnat |              |     |     |     |     |     |     |     |     |     |     |        |      |
|                                                   | Gibson       | 3   | 4   | 8   | 6   | 8   | 1   | 1   | 1   | 2   | 7   |        |      |
| Pos.                                              | Constructeur | DAY | SEB | LBH | MOH | BEL | WGL | MOS | ELK | LGA | ATL | Points | CEAN |

#### GT Le Mans
| Pos. | Constructeur | DAY | SEB | LBH | MOH | WGL | MOS | LIM | ELK | VIR | LGA | ATL | Points | CEAN |
| 1    | Ford         | 1   | 4   | 2   | 4   | 1   | 1   | 1   | 1   | 4   | 6   | 5   | 351    | 48   |
| 2    | Chevrolet    | 3   | 6   | 1   | 3   | 2   | 2   | 2   | 2   | 2   | 3   | 2   | 345    | 40   |
| 3    | Porsche      | 6   | 1   | 6   | 1   | 4   | 4   | 3   | 4   | 5   | 2   | 1   | 341    | 45   |
| 4    | BMW          | 7   | 2   | 5   | 2   | 7   | 7   | 7   | 6   | 1   | 1   | 3   | 332    | 28   |
| 5    | Ferrari      | 5   | 5   |     |     |     |     |     |     |     |     | 9   | 84     | 21   |
| Pos. | Constructeur | DAY | SEB | LBH | MOH | WGL | MOS | LIM | ELK | VIR | LGA | ATL | Points | CEAN |

#### GT Daytona
| Pos. | Constructeur | DAY | SEB | MOH | BEL | WGL | MOS | LIM | ELK | VIR | LGA | ATL | Points | CEAN |
| 1    | Lamborghini  | 1   | 1   | 3   | 3   | 3   | 4   | 1   | 2   | 6   | 4   | 3   | 340    | 40   |
| 2    | Acura        | 2   | 7   | 2   | 1   | 2   | 5   | 4   | 7   | 3   | 1   | 2   | 330    | 39   |
| 3    | Ferrari      | 5   | 2   | 8   | 5   | 7   | 8   | 3   | 3   | 4   | 6   | 1   | 310    | 30   |
| 4    | Mercedes-AMG | 4   | 3   | 9   | 4   | 5   | 1   | 6   | 5   | 5   | 3   | 7   | 307    | 41   |
| 5    | Lexus        | 9   | 5   | 1   | 6   | 4   | 2   | 5   | 6   | 1   | 7   | 10  | 306    | 27   |
| 6    | Porsche      | 18  | 6   | 7   | 9   | 6   | 9   | 9   | 1   | 2   | 2   | 4   | 298    | 18   |
| 7    | Audi         | 6   | 4   | 10  | 10  | 12  | 3   | 2   | 9   | 7   | 5   | 6   | 284    | 33   |
| 8    | BMW          | 14  | 12  | 6   | 7   | 1   | 11  | 10  | 4   | 9   | 12  | 14  | 278    | 27   |
| Pos. | Constructeur | DAY | SEB | MOH | BEL | WGL | MOS | LIM | ELK | VIR | LGA | ATL | Points | CEAN |